# ثيلون فيرسيك
ثيلون فيرسيك (بالألمانية: Thilo Versick)‏ (27 نوفمبر 1985 بمندن في ألمانيا - ) هو لاعب كرة قدم ألماني في مركز الهجوم. لعب مع أرمينيا بيليفيلد وSV Rödinghausen ‏ وArminia Bielefeld II ‏ وSC Herford ‏ وSC Wiedenbrück ‏.

## وصلات خارجية
- ثيلون فيرسيك على موقع قاعدة بيانات كرة القدم.إي يو (الإنجليزية)
- ثيلون فيرسيك على موقع بيانات كرة القدم. دي إي (الألمانية)
- ثيلون فيرسيك على موقع عالم كرة القدم.نت (الإنجليزية)